# Stadsmuseum Lier
Het Stadsmuseum Lier is sinds 2018 het stedelijk museum van de Belgische stad Lier. 
Het Stadsmuseum Lier ontstond uit het Stedelijk Museum Wuyts-Van Campen en Baron Caroly, een algemeen museum voor schone kunsten  in de Belgische provincie Antwerpen. De collectie bestaat uit een in de 19e en 20e eeuw door verzamelaars opgebouwde kunstcollectie die later een museale bestemming kreeg. De naam van het museum verwees naar de legaten die aan de basis liggen van deze collectie: 
- 1887, legaat van de Antwerpse kunstliefhebber Jakob Jozef Wuyts (1798-1857);
- 1935, legaat van Georges baron Caroly (1862-1935).

Aankopen en kleinere schenkingen vullen sindsdien de collectie aan. Er zijn onder andere werken van Frans Floris, Pieter Brueghel de Jonge en Peter Paul Rubens te zien. Ook modernen als Raymond de la Haye zijn vertegenwoordigd.
Sinds 1 september 2009 is er ook een authentiek werk van de Spaanse barokschilder Bartolomé Esteban Murillo te zien. Het stuk bevond zich jarenlang in de museumreserves maar werd dankzij een restauratie herontdekt.
Vanaf 17 juni 2011 tot eind februari 2018 was er een semipermanente tentoonstelling met werken van Brueghels zonen en waarin met behulp van verschillende focustentoonstellingen werd getoond hoe hij andere schilders beïnvloedde.
Eind februari 2018 eindigde de expo Bruegelland en sloot het Stedelijk Museum Wuyts - Van Campen & Baron Caroly zijn deuren. Eind september 2018 werd het gebouw met een gewijzigde bestemming heropend als Stadsmuseum Lier. In het museum bevindt zich onder andere een 3D-print van de mammoet van Lier.
In 2018 werd de collectie ook uitgebreid met de inhoud van het voormalige, einde augustus 2018 definitief gesloten  Timmermans-Opsomermuseum. 
Sinds 1992 is het gebouw beschermd als monument.

## Galerij

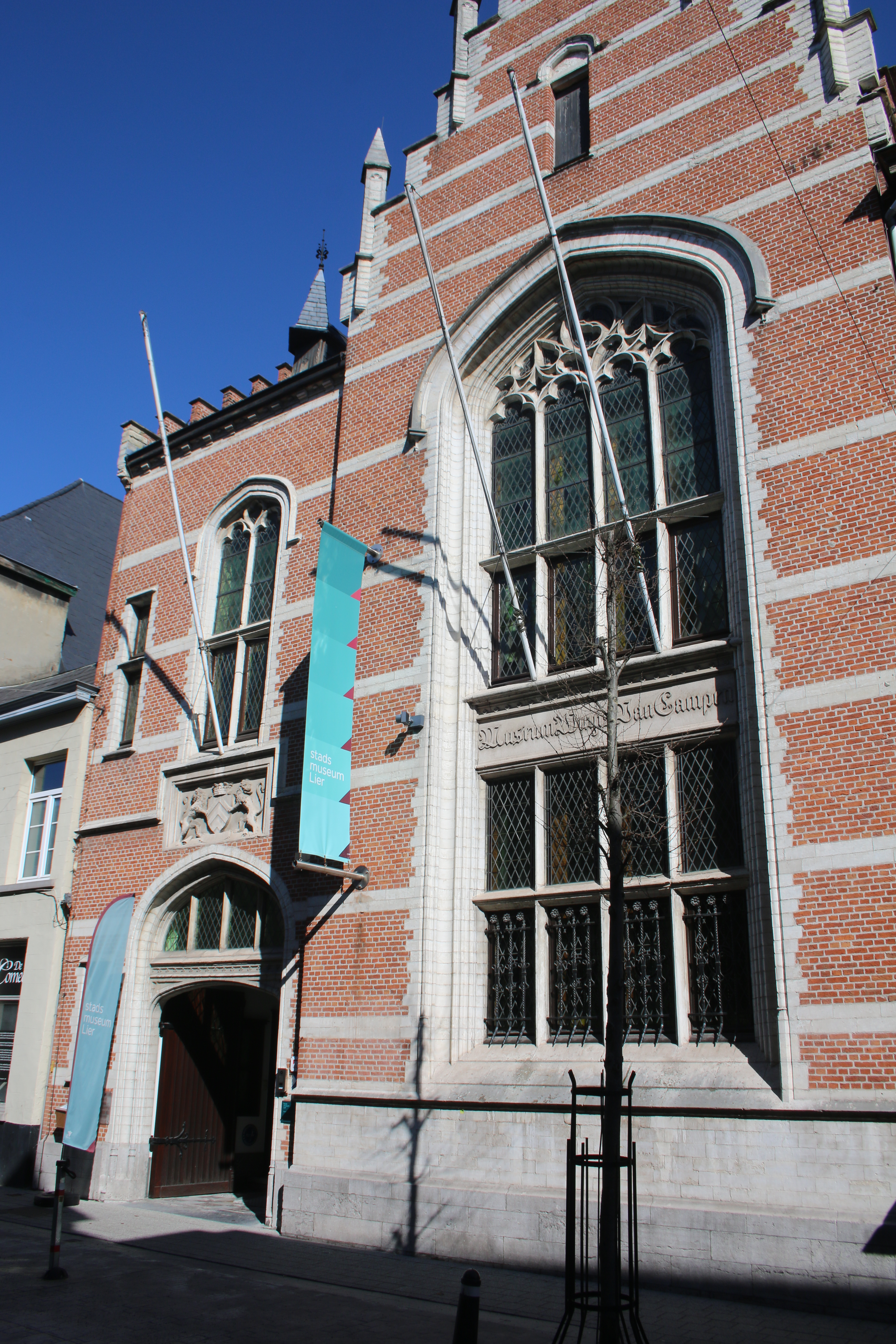
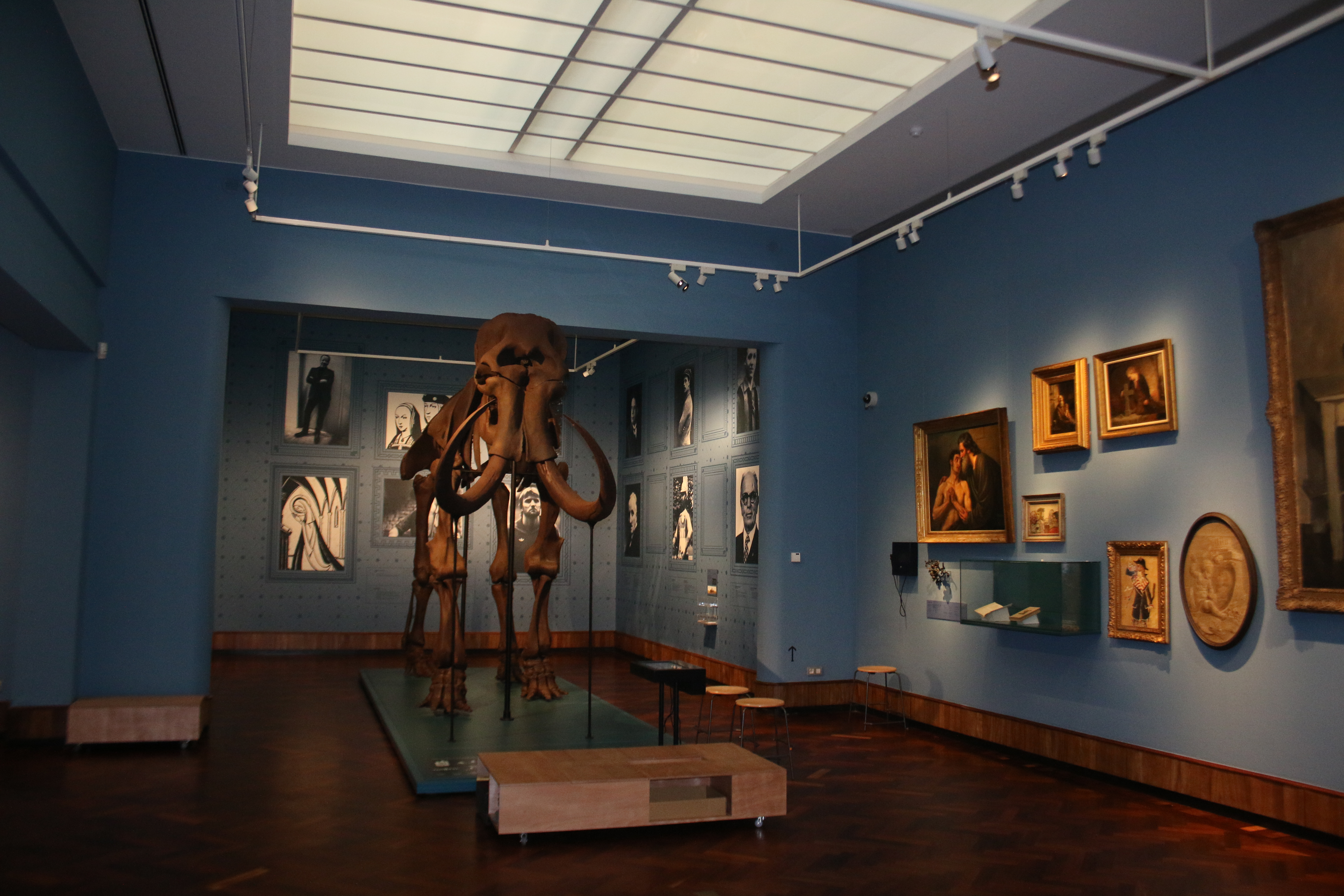

## Praktisch
- Adres: Florent Van Cauwenberghstraat 14, 2500 Lier
- Telefoon: +32 3 800 03 96
- Openingsuren: van dinsdag tot en met zondag van 10 tot 17u (Gesloten: maandag + op 1/1, 1/5, Hemelvaart, 1/11 en 25/12)[5]